# Трупер (Пенсільванія)
Трупер (англ. Trooper) — переписна місцевість (CDP) в США, в окрузі Монтгомері штату Пенсільванія. Населення — 5481 особа (2020).

## Географія
Трупер розташований за координатами 40°8′56″ пн. ш. 75°23′58″ зх. д. / 40.14889° пн. ш. 75.39944° зх. д. (40.148917, -75.399474).  За даними Бюро перепису населення США в 2010 році переписна місцевість мала площу 6,18 км², уся площа — суходіл.

## Демографія
Згідно з переписом 2010 року, у переписній місцевості мешкали 5744 особи в 2007 домогосподарствах у складі 1587 родин. Густота населення становила 930 осіб/км².  Було 2066 помешкань (335/км²).
Расовий склад населення:
| - 88,9 % — білих - 6,8 % — азіатів - 2,2 % — чорних або афроамериканців - 0,1 % — корінних американців - 1,0 % — осіб інших рас |

До двох чи більше рас належало 1,0 %. Частка іспаномовних становила 3,2 % від усіх жителів.
За віковим діапазоном населення розподілялося таким чином: 24,6 % — особи молодші 18 років, 62,5 % — особи у віці 18—64 років, 12,9 % — особи у віці 65 років та старші. Медіана віку мешканця становила 42,6 року. На 100 осіб жіночої статі у переписній місцевості припадало 98,1 чоловіків;  на 100 жінок у віці від 18 років та старших — 96,6 чоловіків також старших 18 років.
Середній дохід на одне домашнє господарство  становив 128 713 долари США (медіана — 104 238), а середній дохід на одну сім'ю — 143 013 долари (медіана — 117 697). Медіана доходів становила 71 771 долар для чоловіків та 49 269 доларів для жінок. За межею бідності перебувало 2,1 % осіб, у тому числі 0,4 % дітей у віці до 18 років та 4,8 % осіб у віці 65 років та старших.
Цивільне працевлаштоване населення становило 3481 особа. Основні галузі зайнятості: освіта, охорона здоров'я та соціальна допомога — 25,0 %, науковці, спеціалісти, менеджери — 13,4 %, мистецтво, розваги та відпочинок — 11,5 %, виробництво — 10,2 %.